# Otto Mäkilä
Otto Fredrik Mäkilä le 9 août 1904 à Turku – mort le 19 juin 1955 à  Turku) est un artiste peintre surréaliste finlandais.

## Biographie
De 1920 à 1924, Otto Mäkilä étudie à l'école de dessin de Turku sous la direction de Ragnar Ungern.
De 1930 à 1931, il continue à l'Académie de la Grande Chaumière et à l'Académie Colarossi. 
Dans les années 1930, l’atmosphère en Finlande était conservatrice et n’encourageait pas les vues d’avant-garde. 
Les cercles artistiques finnophones de Turku constituaient l'exception. Formé à l’école de Turku, Mäkilä était très conscient des nouvelles exigences en matière artistique et que des groupes comme les Tulenkantajat attendaient une révolution dans l'expression artistique.
De 1950 à 1955, il est professeur et recteur de l'école de dessin de Turku.
Otto Mäkilä est considéré comme le premier représentant du surréalisme finlandais dans les années 1930.

## Œuvres
Ses œuvres sont:
- 1933, Satu
- 1938, Outo maa
- 1938, Meri
- 1938, Haaksirikko
- 1938, Kesäyö
- 1938, Poésie
- 1939, He näkevät, mitä me emme näe
- 1945, Yökulkija
- 1945, Omega I
- 1947, Omega II
- 1947, Caput mortuum
- 1947, Seireenit I
- 1949, Seireenit II
- 1951, Elämän erämaa